# Frédéric Clément
Pour les articles homonymes, voir Clément.
 (juillet 2015).
Si vous disposez d'ouvrages ou d'articles de référence ou si vous connaissez des sites web de qualité traitant du thème abordé ici, merci de compléter l'article en donnant les références utiles à sa vérifiabilité et en les liant à la section « Notes et références ».
Frédéric Clément, né le 13 février 1949, est un écrivain et illustrateur français.
Il a notamment illustré et écrit plus d'une centaine de livres pour la jeunesse. Il a obtenu le Grand Prix de la Biennale d'illustration de Bratislava (BIB) en 1985, Grand Prix international dont seulement trois français ont été lauréats, depuis la création de la Biennale en 1967, et depuis sa dernière édition en 2023. Il est également lauréat d'un prix international à la Foire du livre de jeunesse de Bologne en 1996, le prix du livre jeunesse.
Selon les années, Frédéric Clément partage sa création entre des albums destinés à la jeunesse — texte et illustrations — et des romans pour un public adulte.

## Biographie
Frédéric Clément passe son enfance entre Paris, sur la Butte Montmartre, et la nature, autour de Blois et en Charente. De 1975 à 1980, il passe quelques années à dessiner pour des magazines Elle, Marie Claire, etc.
Il illustre ensuite pour plusieurs maisons d’édition (École des Loisirs, Ipomée, Milan, Grasset, Albin Michel, Le Seuil, etc.) une centaine d'albums pour la jeunesse avec lesquels il obtient de nombreux prix, dont le Grand Prix de la Biennale d'illustration de Bratislava (BIB) en 1985, plusieurs prix graphiques en France et le prix international du livre jeunesse de la Foire du livre de jeunesse de Bologne en 1996 pour Magazin Zinzin (éditions Albin Michel pour la France, et traduit depuis à l'international) qui obtient également le prix France Télévision pour sa version française et d’autres prix pour les versions japonaise, allemande, hollandaise, chinoise.

## Publications

### Auteur-illustrateur
- L’Oiseleur de l’aube, Éd. Ipomée, Album jeunesse, 1981.
- Plaine lune, Éd. Magnard, 1985.
- Le Livre épuisé, Éd. Ipomée, Éd. Albin Michel, Album jeunesse, 1995.
- Magasin zinzin, Éd. Ipomée-Albin Michel, 1995. Prix international du livre jeunesse  Bologne 1996. Traduit en japonais, anglais, allemand, néerlandais, chinois.
- Songes de la Belle au bois dormant, Éd. Casterman, 1997 ; Album jeunesse, 1994.
- Muséum, petite collection d’ailes et d’âmes trouvées sur l’Amazone, Éd. Ipomée-Albin Michel, Beaux-Livres-fiction, 1999.
- Méthylène, Albin Michel, 2000.
- Minium, Albin Michel, 2000.
- Le galant de Paris, itinéraire élastique d’un amoureux transi, Éd. Albin Michel, Beaux-livres-fiction, 2001.
- Bel œil, confession argentique d’un gardien de phare, Éd. Albin Michel, Beaux-livres-fiction, 2004.
- Le Luminus Tour, texte illustré de photographies et objets, Éd. Naïve, 2006.
- Passe-musée, passe-temps, passe-passe et passementeries, Éd. Paris-Musées, 2006.
- Grains de beauté, et autres minuties d’un collectionneur de mouches, roman, Éd. Actes Sud, 2007.
- Chapellerie pour Dames de cœur, chats bottés et enfants songes, Éd. Albin Michel, 2010.
- Botanique circus, Éd. Albin Michel, 2011.
- Lubie, le peintre des fleurs et son grain de folie, Éd. Albin Michel, 2012.
- Monsieur Ravel rêve sur l'île d'Insomnie, livre-CD, Éd. Didier Jeunesse, 2013.
- Auriez-vous ça ?, Éd. Albin Michel, 2015.
- Métamorphoses, Éd. Le Seuil, 2015.
- Parades, Éd. Le Seuil, 2016
- Petite Touche, Éd. Albin Michel, 2016
- Boutique Tic Tic  Temps précieux et souvenirs rares pour petits parents & grands enfants : paru en 2018 aux Ed. Albin Michel
- Camouflages,  Ed. Le Seuil 2018
- Isidore Dé, Couturier des fées, 2021 aux Editions Saltimbanque
- Muséum, Petite collection d'ailes et d'âmes trouvées sur l'Amazone, re-parution 2022, La Cachotterie édition.
- Muséum, en version roman dit, voix et mis en sons et musique de Frédéric Clément La Cachotterie édition

### Illustrateur
- Le secret des mangeurs d'étoiles, texte de Christian Grenier, Illustrations intérieures de Mahmoud Lahbib, Couverture de Frédéric Clément, Éd. de l'Amitié, 1978
- L’Histoire d’Héliacynthe, texte de Nicole Maymat, Éd. Ipomée, 1979
- Bestiaire fabuleux, texte de Claire Méral et de Pierre Ferran, Magnard, 1983
- L'Histoire de Lilas, texte de Nicole Maymat, Éd. Ipomée, 1984.
- Ondine, texte de Frédéric La Motte Fouquet, Éd. Ipomée, date ?
- Le Luthier de Venise, texte de Claude Clément, Éd. Pastel/École des Loisirs, 1988.
- Le Peintre et les cygnes sauvages, texte de Claude Clément, Éd. Casterman, 1986.
- La Chatte blanche et autres contes, texte de Marie-Catherine d'Aulnoy, Éd. Grasset jeunesse, 1989.
- Vent latéral, texte de Pef, Éd. Messidor-La Farandole, 1989.
- Le Prince de l'hiver, texte de Jacques Cassabois, Éd. Milan, 1990.
- L'Oiseau bleu et autres contes, texte de Marie-Catherine d'Aulnoy, Éd. Grasset jeunesse, 1991.
- La Funambule et l'oiseau de pierre, texte de Claude Clément, Éd. Milan, 1992.
- L’Enfant qui dessinait des chats, texte d'Arthur Levine, Éd. Pastel/École des Loisirs, 1993.
- Le Collier, texte de Christiane Baroche, Éd. Ipomée-Albin Michel, 1994.
- Chant d’amour et de mort…, texte de Rainer Maria Rilke, Éd. Casterman, 1994.
- Le Chemin des dunes, texte de Nicole Maymat, Éd. Ipomée-Albin Michel, 1995.
- Les Belles Endormies, roman de Yasunari Kawabata, Éd. Albin Michel, 1998.
- Les Mille et une nuits, traduction de Joseph-Charles Mardrus, Éd. Albin Michel, 2004.
- (en) Confucius, the golden rule, texte de Russell Freedman, La Joie de Lire, 2002. Publié aux États-Unis chez Arthur Levine/Penguin Publisher. L'album a obtenu plusieurs prix aux États-Unis : Orbis Pictus Honor Book 2003 et Parent’s Choice Recommended Award.
- Le Jeu des fleurs, Hanafuda, texte de Véronique Brindeau, Éd. Picquier, 2008.
- Bashô, le fou de poésie, texte de Françoise Kérisel, Éd. Albin Michel, 2009.
- L'Amour Fou, contes et légendes, texte de Ghislaine Roman, Ed. Saltimbanque, 2020

### Romans
- Muséum, petite collection d'ailes et d'âmes trouvées sur l'Amazone, roman illustré, Éd. Ipomée-Albin Michel, 1999
- Le Galant de Paris, itinéraire élastique d'un amoureux transi, roman illustré, Éd. Albin Michel, 2003.
- Bel œil, confessions argentiques d'un gardien de phare, roman illustré de photographies, Éd. Albin Michel, 2005.
- Grains de Beautés, et autres minuties d’un collectionneur de mouches, roman, Éd. Actes Sud, 2007  (ISBN 978-2742767038).
- Le Paradisier, roman, Éd. Le Castor Astral, 2010.
- Féeries Portatives, roman, publié à La Cachotterie ( édition entre parenthèses )  avril 2021
- Muséum, Petite collection d'ailes et d'âmes trouvées sur l'Amazone, re-parution 2022, La Cachotterie Édition.
- Muséum, en version roman dit, voix et mis en sons et musique Frédéric Clément La Cachotterie édition

## Prix et distinctions
- Grand Prix de la Biennale d'illustration de Bratislava (BIB) 1985[2] pour Bestiaire fabuleux (texte de Claire Méral et de Pierre Ferran)
- "Mention" Prix du livre jeunesse de la Foire internationale du livre jeunesse de Bologne 1987[4] pour Le peintre et les cygnes sauvages, texte de Claude Clément.
- Prix Sorcières 1989[5] catégorie Album pour Le Luthier de Venise (texte de Claude Clément)
- Prix du livre jeunesse de la Foire internationale du livre jeunesse de Bologne en 1996[3] pour Magazin zinzin
- Finaliste Pépite du livre d'art 2012[6] du Salon du livre et de la presse jeunesse pour Lubie